# Ahanta West
Ahanta West är ett distrikt i Ghana.   Det ligger i regionen Västra regionen, i den södra delen av landet, 220 km väster om huvudstaden Accra.